# Phyllomyia dubia
Phyllomyia dubia är en tvåvingeart som först beskrevs av Brauer 1897.  Phyllomyia dubia ingår i släktet Phyllomyia och familjen parasitflugor. Inga underarter finns listade i Catalogue of Life.